# 中国广告协会
中国广告协会是中华人民共和国广告从业者组成的全国性社会团体，原隶属于国家工商行政管理总局，1983年12月在北京市成立。2018年2月底，根据《中共中央办公厅、国务院办公厅关于印发〈行业协会商会与行政机关脱钩总体方案〉的通知》，中国广告协会经国家工商行政管理总局等上级主管部门批准的脱钩方案完成脱钩改革。2月28日，国家工商行政管理总局副局长甘霖到中国广告协会宣布脱钩工作完成。